# قلعه یاماگوچی

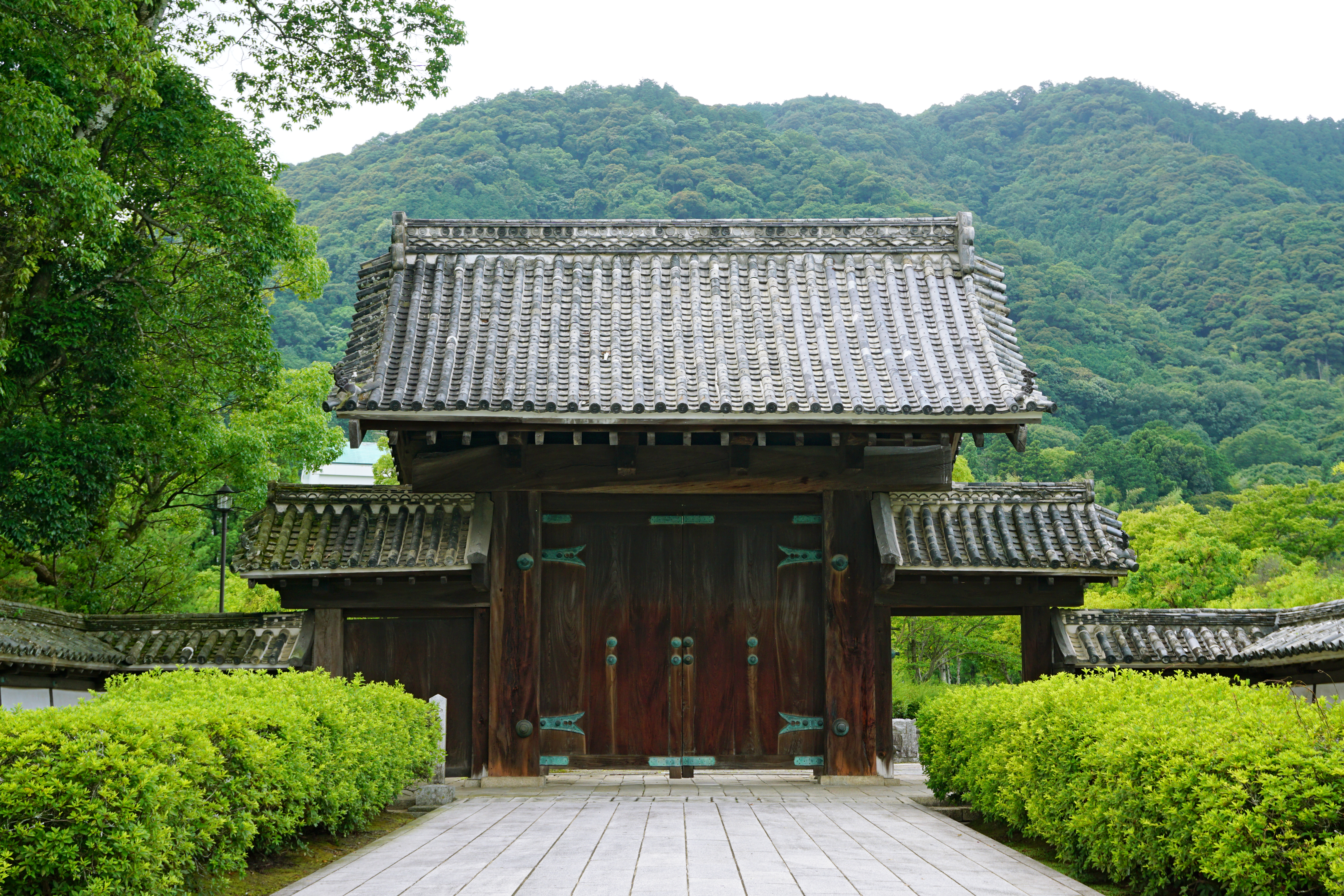
قلعه

قلعه یاماگوچی (به ژاپنی: 山口城 やまぐちじょう)، یک قلعه ژاپنی واقع در تاکیماچی، شهر یاماگوچی، استان یاماگوچی (قدیم ولایت سوئو) بود. این قلعه همچنین یاماگوچی یاکاتا، یاماگوچی سیچو و یاماگوچی سیجیدو نامیده می‌شد. برخی از قسمت‌های آن، مانند دروازه جلویی (دروازه سابق یاماگوچی)، هنوز باقی مانده‌اند.

## باکوماتسو
در اکتبر ۱۸۶۲، تصمیم گرفته شد که پایگاه از قلعه هاگی به یاماگوچی  منتقل شود و در اکتبر ۱۸۶۴، اقامتگاه جدیدی برای ارباب فئودال (یاکاتا/سیجیدو) تکمیل شد و موری یوشیچیکا به یاماگوچی نقل مکان کرد.
با این حال، در اولین لشکرکشی چوشو که در همان سال رخ داد، شوگون‌سالاری تخریب قلعه یاماگوچی را به عنوان شرطی برای خروج نیروها پیشنهاد داد. قلمرو چوشو تسلیم این پیشنهاد شد و بخشی از قلعه را تخریب کرد و به قلعه هاگی بازگشت، اما در آوریل ۱۸۶۵، آنها دوباره به یاماگوچی بازگشتند. در دومین لشکرکشی چوشو در همان سال، این قلعه به عنوان یک پایگاه سیاسی و نظامی مورد استفاده قرار گرفت.

## پس از دوره میجی
در فوریه ۱۸۷۰، پس از  اصلاحات میجی، نام قلعه از سیجیدو به هانچو تغییر یافت. علاوه بر این، در سال ۱۸۷۱، هنگامی که قلمروهای فئودالی لغو و فرمانداری‌ها تأسیس شدند، دفتر فرمانداری یاماگوچی در داخل قلعه تأسیس شد.
در سال ۱۸۷۳، دستور داده شد که قلعه در جای خود باقی بماند و تحت نظارت وزارت ارتش (منطقه نظامی پنجم) قرار گیرد، اما در ژوئیه همان سال، تحت نظارت وزارت دارایی قرار گرفت و متروکه شد.  